# Danila Žorž
Danila Žorž [daníla žórž], slovenska mladinska pisateljica, * 14. september 1979, Ljubljana.

## Življenjepis
Danila Žorž se je rodila v Ljubljani. Končala je Osnovno šolo Borisa Kidriča ter splošno gimnazijo Vena Pilona v Ajdovščini. Študirati je začela leta 1998 na Pravni fakulteti Univerze v Ljubljani in leta 2003 diplomirala. Tri leta pozneje se je vpisala na magistrski študij prava na Evropski pravni fakulteti v Novi Gorici, katerega je leta 2010 uspešno končala. Od leta 2007 je zaposlena kot odvetnica v Ajdovščini.

## Delo
Pisati je začela v osnovni šoli (v osnovni šoli Zalog). Že takrat je napisala veliko zgodb različnih žanrov, v reviji Pil sta bila objavljena dva potopisna članka. V srednješolskem obdobju, leta 1996 je napisala enodejanko  Časovni popotnik in leto pozneje novelo Srečanje. Delo Časovni popotnik je bilo nagrajeno s 3. mestom na Dijaškem obmejnem srečanju Primorske (DOSP), kasneje je bil objavljen v literarni reviji Fontana. Leta 2000 je izšel roman Poskus in enodejanka Odiseja. Romana Poskus in Izkop (2005) sta bila izbrana med pet finalistov za nagrado večernica. Leta 2008 je izšla kratka detektivka za otroke, Primer letečega kovčka. Istega leta je bil pri PhRED posnet kratki film z enakim naslovom po njenem scenariju. Leto pozneje je sledilo nadaljevanje, kratka detektivka Primer neznanega letečega predmeta. Leta 2009 je bil v reviji Otrok in knjiga objavljen strokovni članek na temo mladinske literature ter spodbujanja otrok k branju z naslovom Ofenziva Letečega kovčka. Nastopila je na številnih literarnih večerih. V letih 2008 in 2009 je vodila več literarno-filmskih delavnic za otroke. V delih skuša predvsem problematizirati vpliv moderne tehnologije in opozoriti na nevarnosti, ki jih le-ta prinaša.